# 5306 Fangfen
5306 Fangfen eller 1980 BB är en asteroid i huvudbältet som upptäcktes den 25 januari 1980 av Harvard College Observatory. Den är uppkallad efter den kinesiske astronomen Fen Fang.
Asteroiden har en diameter på ungefär 8 kilometer och den tillhör asteroidgruppen Koronis.